# Babysitting Night
Pour les articles homonymes, voir Adventures in Babysitting et Baby-sitting.
Pour plus de détails, voir Fiche technique et Distribution.
Babysitting Night, ou Escapades d'un soir pour la sortie vidéo au Québec (Adventures in Babysitting), est un téléfilm américain de la collection des Disney Channel Original Movie, réalisé par John Schultz et diffusé en 2016.
Il s'agit d'un remake du film Nuit de folie réalisé par Chris Columbus. Il est aussi le 100e film de la collection des Disney Channel Original Movie.

## Synopsis
Jenny Parker et Lola Perez sont deux filles complètement différentes. Jenny est organisée, maniaque et sérieuse alors que Lola est une rebelle qui aime s'amuser et profiter. Mais elles ont un point commun : elles sont douées pour l'art. Les deux jeunes filles sont en lice pour devenir les stagiaires d'un grand photographe, mais seulement l'une d'entre elles aura le poste. Lors d'une rencontre avec le photographe, Lola renverse son jus et leur téléphone tombe alors. Elles échangent ainsi accidentellement leur téléphone. Lola est alors contactée par la famille qui engage habituellement Jenny pour faire du babysitting. Appâtée par la somme qu'elle pourrait toucher, Lola accepte, malgré son manque d'expérience. Mais une fois sur place, c'est la catastrophe : il y a d'abord le feu et l'un des enfants s'échappe. Lola est obligée de s'associer avec Jenny pour le retrouver, ce qui va les entrainer dans une drôle d'aventure au cœur de la ville.

## Fiche technique

Logo américain du téléfilm.

- Titre original : Adventures in Babysitting
- Titre français : Babysitting Night
- Titre Québécois : Escapades d'un soir (vidéo) ; Babysitting Night (TV)
- Réalisation : John Schultz, d'après le film Nuit de folie de Chris Columbus
- Scénario : Tiffany Paulsen, d'après le scénario de David Simkins
- Direction artistique : Ken Rempel
- Décors : Kate Marshall
- Costumes : Lorraine Carson
- Photographie : Charles Minsky
- Musique : Richard Gibbs
- Montage : Lisa Binkley
- Production : Shawn Williamson
- Producteurs exécutifs : Michelle Manning
- Sociétés de production : Bad Angels Productions et Disney Channel
- Sociétés de distribution :
  -  États-Unis : Disney Channel (télévision) ; The Walt Disney Company (globale)
  -  Canada : Disney Channel Canada (télévision) ; The Walt Disney Company Canada (globale)
  -  Québec : La Chaîne Disney (télévision) ; The Walt Disney Company Canada (globale)
  -  France : Disney Channel France (télévision) ; The Walt Disney Company France (globale)
- Pays d’origine :  États-Unis
- Langue originale : anglais
- Format : couleur - 35 mm - 1,85:1 - son Dolby numérique
- Durée : 93 minutes
- Genre : Comédie
- Dates de sortie :
  -  États-Unis /  Canada : 24 juin 2016 (première diffusion) ; 28 juin 2016 (DVD)
  -  Québec : 28 juin 2016 (DVD) ; 24 septembre 2016 (première diffusion)
  -  France : 24 septembre 2016 (première diffusion)

 Sauf indication contraire, les informations mentionnées dans cette section peuvent être confirmées par la base de données cinématographiques IMDb,  présente dans la section « Liens externes ».

## Distribution
- Sabrina Carpenter (VFB : Mélanie Dambermont) : Jenny Parker
- Sofia Carson (VFB : Séverine Cayron) : Lola Perez
- Nikki Hahn (VFB : Aarcia Dubois) : Emily Cooper
- Mallory James Mahoney (VFB : Marie du Bled) : Katy Cooper
- Max Gecowets (VFB : Arthur Dubois) : Trey Anderson
- Jet Jurgensmeyer (VFB : Achille Dubois) : Bobby Anderson
- Madison Horcher (VFB : Clara Mullenaerts) : AJ Anderson
- Gillian Vigman (VFB : Cathy Boquet) : Helen Anderson
- Gabrielle Miller : Donna Cooper
- Kevin Quinn : Zac Chase
- Max Lloyd-Jones : Officier James
- Michael Northey : Tiny
- Ken Lawson (en) : Scalper
- Kevin O'Grady : Barry Cooper
- Hugo Ateo : Hal Anderson
- Emiliano Díez (en) : Leon Vasquez

## Production

### Développement

Logo spécial de la collection des Disney Channel Original Movie, utilisé lors de la diffusion du téléfilm.

En 2007, Walt Disney Pictures annonce le développement d'un remake du film Nuit de folie de Chris Columbus avec dans le rôle-titre Raven-Symoné. Mais l'actrice quitte le projet, le studio tente donc d'engager Miley Cyrus pour la remplacer mais cette dernière ne rejoint pas le projet qui est donc mit en attente. En 2015, la filiale télévisée du studio, Walt Disney Television, annonce reprendre le projet pour en faire un téléfilm pour la chaîne Disney Channel.
En janvier 2015, la chaîne annonce que Sabrina Carpenter, connue pour son rôle dans la série Le Monde de Riley et qui signe ici son premier Disney Channel Original Movie, jouera l'un des personnages centraux du téléfilm. Elle est suivie par Sofia Carson, révélée dans le téléfilm Descendants issu de la même collection.
Le téléfilm étant le 100e de la collection des Disney Channel Original Movie, sa première diffusion est précédée par un marathon de quatre jours de l'intégralité des téléfilm de la collection.

### Tournage
Le tournage a commencé le 2 mars 2015 à Vancouver au Canada et s'est terminé le 18 avril 2015.

## Accueil

### Audience
Aux États-Unis, le téléfilm a rassemblé 3,45 millions de téléspectateurs lors de sa première diffusion le 24 juin 2016 sur Disney Channel lui permettant d'être le programme le plus regardé sur le câble ce soir là.